# Hjalmar Andresen
Hjalmar "Hjallen" Andresen (18 de julho de 1914 - 22 de junho de 1982) foi um futebolista norueguês.

## Carreira
Hjalmar Andresen fez parte do elenco da Seleção Norueguesa de Futebol, na Copa do Mundo de 1938.

## Ligações Externas
- Perfil em Fifa.com (em inglês)